# スコティッシュ・テリア
スコティッシュ・テリア（英: Scottish Terrier）はスコットランド原産のテリア犬。特有の性格、ブラックの毛色、および典型的なテリア・キャラクタで知られ、愛称はスコッティ。アバディーン・テリアという別名もある。スコットランド原産の5種類のテリア犬のひとつ（他はスカイ・テリア、ケアーン・テリア、ダンディ・ディンモント・テリア、ウエスト・ハイランド・ホワイト・テリア）。19世紀にダンバートン伯ジョージが名付けた「最後まで抵抗する頑固者(diehard)」というニックネームもある。

## 説明

### 外観
- 体格 - 筋肉質、丸い胸、コビー型
- 体重 - 8 - 10キログラム
- 体高 - 25 - 28センチメートル
- 被毛 - ダブルコート、アンダーコートは密で柔らかい、オーバーコートは密で粗い
- 毛色 - ブラック、ウィートン、暗色のブリンドル
- 頭部 - 体格に比べ長め、明確なストップ、彫りが深い
- 歯 - シザーズ・バイト
- 眼 - アーモンド型、ダークブラウンかほぼブラック、落ちくぼんでいる、鋭敏で知性を表す
- 耳 - 適度な長さ、尖った立ち耳
- 尾 - 体格に見合った適度な長さ、立尾
- 脚 - 適度な大きさ、筋肉質
- 寿命 - 11 - 13年

小型犬であるが、弾力にとんだ筋肉質の体格。あご、まゆ、脚、腹は長くトリムされ（伝統的なトリムだと腹は地面をこする程度の長さ）、頭部、耳、尾、背は短くトリムされるのが一般的。

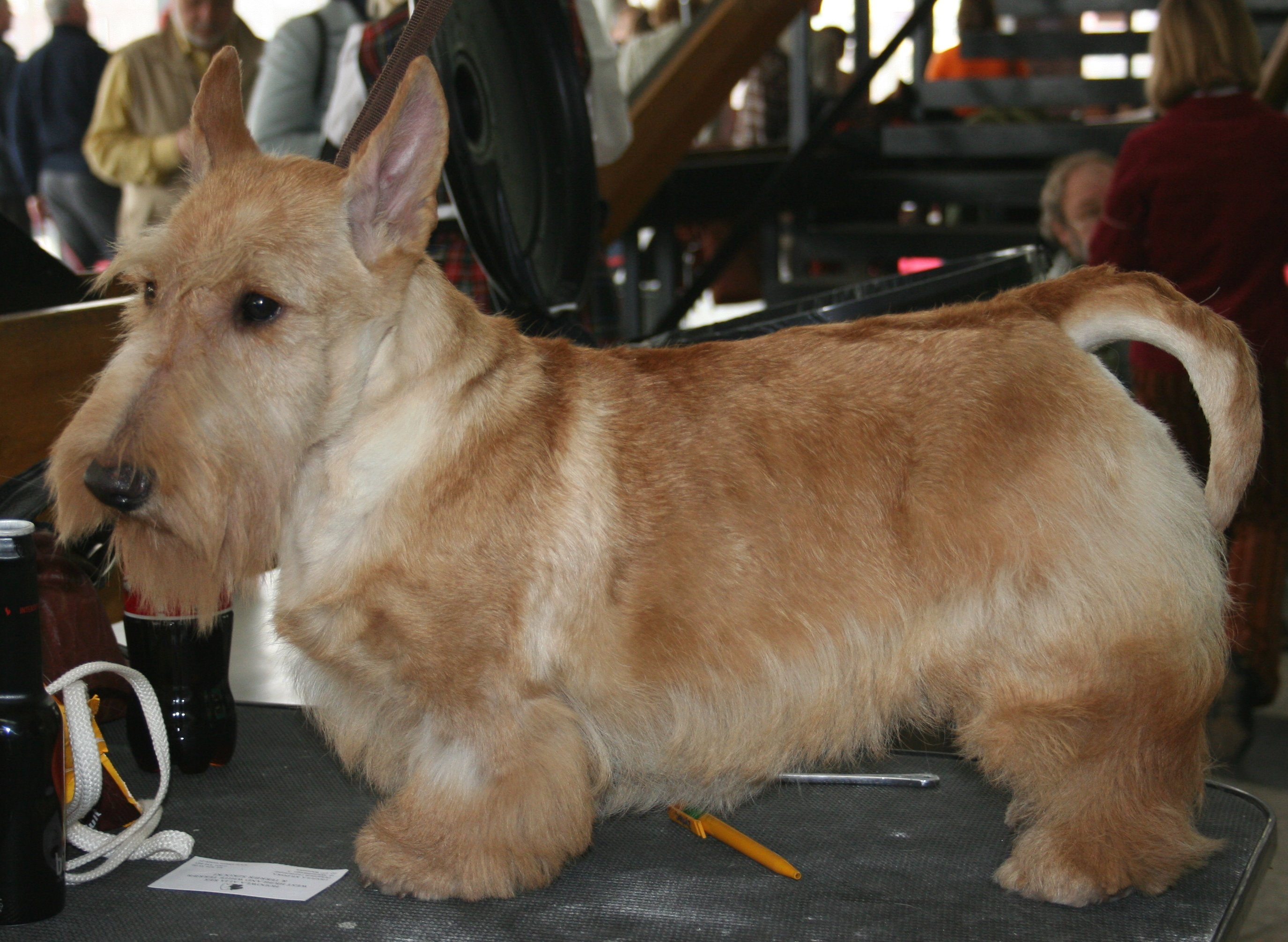
ウィートンのカラーバリエーション

被毛色はブラック、暗色が多く、ウィートン、ブリンドルなどの毛色もときおり見られるが、一般的な色でないからといってソフトコーテッド・ウィートン・テリアやウエスト・ハイランド・ホワイト・テリアなどと混同してはならない。

### 性質
スコティッシュ・テリアは他の多くのテリアと同様、あるいはそれ以上に警戒心が強く、敏捷、活動的である。独立心と自意識が強く、遊び好き、知的なことで知られ、その厳しい性格と並外れた頑固さから「最後まで抵抗する頑固者(diehard)」と呼ばれるほどである。
非常に愛情深い半面、とても頑固でもある。気難しい傾向のある犬種であるため、幼犬の頃からしっかりとしたしつけをしないと問題犬となることもある。時に超然とした、よそよそしい犬種と見なさることもあるが、家人にはとても忠実であり、その中でも少数の特定の相手に対して非常に深い愛情をそそぐことが知られている。また、騒々しい反面とても神経質であるともいわれている。
スコッティは優秀な番犬になる。必要なときにしか吠えない傾向にあり、これは見知らぬ人には概して無関心なためであるが、他の犬に対してはこの限りではない。大胆不敵といえる犬種であり、幼犬の頃から知っている相手でなければ、他の犬に対して好戦的に向かっていく。もともとアナグマ狩猟犬として飼育されており、今でもリス、ネズミ、キツネなどを見かけるとその後を追いかけたり、地面を掘り返したりする傾向にある。このため、リードで繋いでから散歩させることが望ましい。

## 健康
スコティッシュ・テリアには、他の純血種よりも発症する可能性の高い悪性腫瘍が存在する。「Veterinary Medical Data Program(1986)」によると、他犬種に比べて発症しやすい悪性腫瘍としては、身体下部から、膀胱癌、下部尿路の移行上皮癌、悪性黒色腫、胃癌、皮膚の扁平上皮癌、悪性リンパ腫と鼻部の癌腫である。他に影響があるといわれる悪性腫瘍は、肥満細胞腫瘍、血管肉腫である。
研究によればスコッティは他犬種に比べ膀胱癌の発症率が20倍といわれ、もっとも一般的なのは膀胱の移行上皮癌とされる。パデュー大学獣医学研究所ドクターのデボラ・クナップは「およそ11歳くらいの老犬に発症し、1対2の割合でオスよりもメスに多く発症する」とコメントしている。この疾病の兆候は血尿、排尿困難、頻尿であるが、これらは尿路感染症と同じ兆候であることに留意する必要がある。獣医師による診察を受けさせ、超音波検査で確認するべきである。
この疾病に対する最も一般的で有効な療法は「癌細胞を自滅させる」非ステロイド抗炎症剤のPiroxicamである。悪性腫瘍の予防のために、飼育者は除草剤、殺虫剤、溶剤、タバコの煙などに自分の犬がさらされる危険を最小限にしなければならない。ノミ駆虫剤の使用にも注意を払う必要があるかもしれない。安全で野菜類に多く含まれるビタミン豊富な食餌と、十分な運動をさせてやることも求められる。
遺伝的疾患としてはフォンウィルブラント病(Von Willebrands Disease)、 、頭蓋骨下顎骨骨症(Craniomandibular osteopathy)の二つがあげられる。Scotty Cramp、Luxating patella、Cerebellar abiotrophyも、時折本犬種に見られる疾患である。飼育者はフォンウィルブラント病の確認のためにDNA検査を受けさせたほうがよいだろう。なお、スコッティの平均寿命は11 - 13年である。

## 歴史

### 18世紀以前
スコティッシュ・テリアはハイランド原産のテリアとしては最古の犬種であると考えられているが、証明されているわけではない。ハイランド原産のテリアはスコッティ以外にも数種類あり、昔はすべて「スカイ・テリア」という名前でひと括りにされていたことが、本犬種の血統における混乱となった。16世紀初めに「スカイ・テリア」として記録されている犬が現在のスコッティの直接の先祖なのか、あるいはそうではないのか、さまざまな見解がある。とはいえ、スコッティがウエスト・ハイランド・ホワイト・テリアと非常に近い犬種であることは間違いない。両犬種ともにパースのブラックマウント地方とラノッホ・ムーア(Moor of Rannoch)がその起源とされている。
スコッティは農場での害獣駆除やアナグマ、キツネなどの狩猟犬として、ハイランドで飼育されてきた。フランス語で「地面」を意味する「terra」をその語源とするほかのテリア(Terrier)と同じく、穴を掘ったり潜ったりすることが得意な生まれながらの「炭鉱夫」である。また、尾は丈夫になるように改良繁殖された。それは害獣やネズミを追いかけ、地面を掘り起こして獲物の巣穴に潜りこんだときに、飼育者がスコッティの尾をつかんで引っ張り出すことができるようにするためである。
スコティッシュ・テリアほどの古い犬種になると、その起源はあやふやで文書として残っていない。特徴がスコッティによく似た犬の最初期の記録は1436年のもので、ドン・レズリーの「スコットランドの歴史 1436年 - 1561年 ("The History of Scotland 1436-1561")」に記述されている。その200年後、画家のジョシュア・レノルズが本犬種に酷似した犬を可愛がっている少女の肖像画を描いている。
スコットランド王ジェームズ6世は、スコッティの歴史において重要な役割を果たした。17世紀にジェームズ6世がイングランド王ジェームス1世を兼ねることになったとき、現在のスコッティの祖先であると思われているテリア6頭をフランス王に贈ったのである。スコッティに対するジェームズ1世の愛情と敬慕は、世界中で本犬種の人気を高めることとなった。

### 19世紀以降

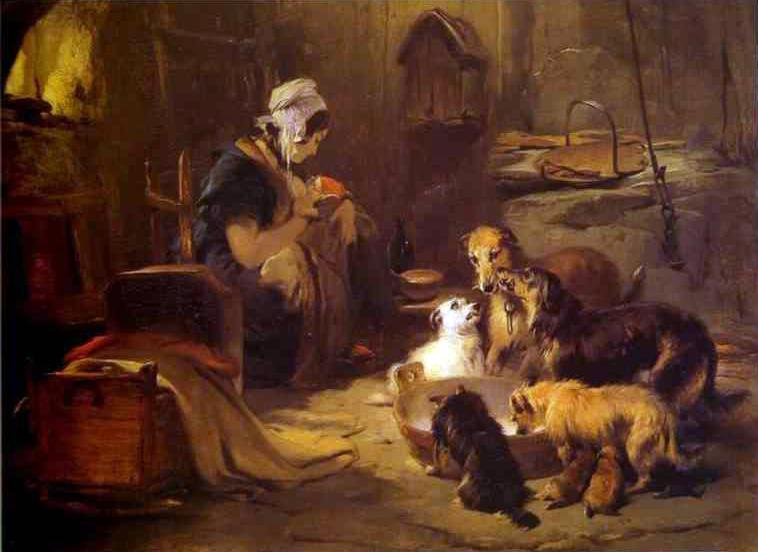
ランドシーアが描いたハイランドの犬

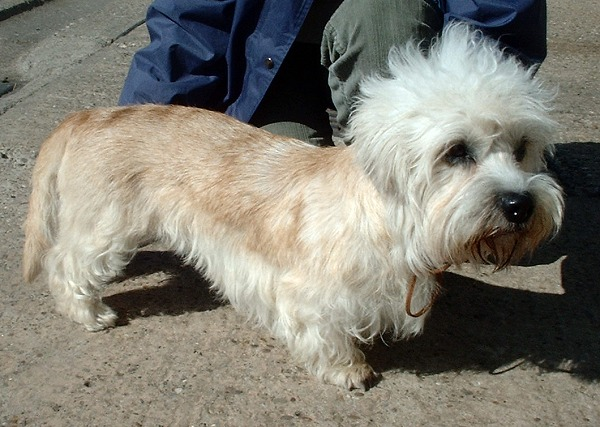
ダンディ・ディンモント・テリア

犬に関する著述者の多くが、1800年代初めにはイギリスに2種類のテリア種がいたということで意見が一致している。粗い被毛のスコッチ・テリアと柔らかい被毛のイングリッシュ・テリアである。トマス・ブラウンは「Biological Sketches and Authentic Anecdotes of Dogs (1829)」で次のように述べている。「スコッチ・テリアは間違いなく純血種といえるが、（柔らかい被毛の）イングリッシュ・テリアはスコッチ・テリアと別の犬種をかけあわせて作出されたものだろう」。さらにスコッチ・テリアについて「低い体高、強靭な筋肉質の身体、短く頑丈な脚、体格に比べて大きな頭部」、「一般的な被毛の色はサンド（砂色）かブラック」、「密生していて粗く長い」被毛をもつと述べている。この書物には本犬種の特徴が非常に詳細に記述されており、1800年代初めにはスコットランドのハイランド地方に小型鳥獣を狩猟する目的で作出された、小さく、頑丈で、粗い被毛を持ったテリアが存在していたことを明確に示している。これが以前はアバディーン・テリアとして知られ、現在はスコティッシュ・テリアとして知られている犬の特徴を表した記述であろう。
また、動物絵画で有名なエドウィン・ランドシーアの絵画と1835年の「Scottish Terriers at Work on a Cairn in the West Highlands」というタイトルのリトグラフには、本犬種の最初に制定されたスタンダードと非常によく似た外見のテリアが描かれている。
1800年代、スカイ島を含むハイランドには、「短毛(short-haired)」あるいは「小さなスカイ・テリア(little Skye terriers)」として、ひとまとめに呼ばれていたテリアが多く存在していた"。19世紀後半になって、これらのスコットランド原産のテリアを分離しそれぞれ純血種として確立するため、改良繁殖を行うことが決定される。その結果、ダンディ・ディンモント・テリア(Dandie Dinmont Terrier)とスカイ・テリア（現在のスカイ・テリア(Skye Terrier)とは異なり、さまざまな特徴を持つスカイ島原産とされたテリアの総称）の二つのカテゴリに分類された。
1860年にバーミンガムで開催された ドッグショーでこれらのテリアのクラスが新設され、以後数年間そのクラスで出陳されていたが、この中に現在のスコティッシュ・テリアの祖先がいた。記録によると、本犬種の最初の改良作出はドッグショーの広まりとともに1870年代後半から始まっている。ドッグショーへ出陳する犬にはその犬種のスタンダードとの比較が求められ、ここで初めてスコッティ特有の外観、性質が記録されたのである。さまざまな特徴のテリアがまとめられていた「スカイ・テリア」のカテゴリは、スコティッシュ・テリア、スカイ・テリア、ウエスト・ハイランド・ホワイト・テリア、ケアーン・テリアに分類し直されることとなった。
犬種としての確立が1800年代終わりから求められていた一方で、スコティッシュ・テリアはさまざまな名前で呼ばれていた。ハイランド、ケアーン、ダイハード、そしてもっとも一般的だったのがアバディーン・テリアであった。本犬種がアバディーンで多く見られたことと、アバディーンに住んでいたJ.A.アダムソンが1870年代にドッグショーに本犬種を出陳し、多くの賞を得ていたためである。アダムソン所有のロジャー・ラフ、ペイントン・ピゴット所有のタータン、ラドロー & ブロムフィールド所有のボン・アコード、ラドロー所有のスプリンターIIという4頭のスコッティが初期の受賞犬で、そしてこの4頭から純血種としてのスコティッシュ・テリアが作出された。
現在のスコッティの血統は1頭のメス犬（スプリンターII）と2頭のオス犬から始まったと言われている。スプリンターIIのことが非常によく研究された本である「新しいスコティッシュ・テリア(The New Scottish Terrier)」の著者シンディ・クックはスプリンターIIのことを「現代のスコティッシュ・テリアの生みの親」と位置づけ、「どういった理由か、初期のブリーダーたちは他の犬を事実上排除してまで、スプリンターIIを繁殖に使った。スプリンターIIはタータンと掛け合わされて、後に4頭のチャンピオン犬の母犬となるウォーリを産んだ。ウォーリとボン・アコードの子供であるオスのランバーは2系統の血統の始祖となった。それはチャンピオン犬ダンディー（ウォーリとの子）とチャンピオン犬アリステア（ダンディーの娘との子）である」と書いている。大西洋を挟んだ全てのチャンピオン犬が、スプリンターとその掛け合わされたオス犬の血を引いていることになる。

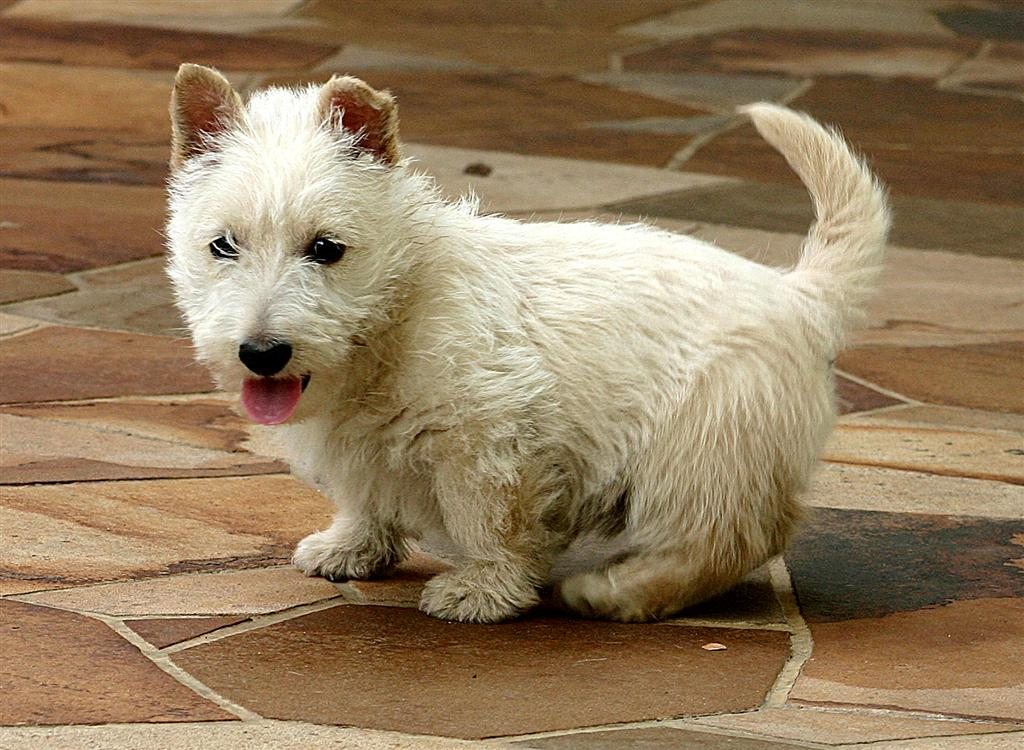
スコティッシュ・テリアの仔犬（ウィートン）

ゴードン・マレー大尉とS.Eシャーリーは、1879年に本犬種の特徴を確立することに重要な役割を受け持つことになる。その翌年にかけて現在とほぼ同じ方法で分類され始める一方、1879年に独立犬種として初めて、イングランドのアレクサンドラ宮殿(Alexandra Palace)でドッグショーに出陳された。最初に本犬種のスタンダードとして記載されたのは、J.B.モリソンとD.J.トムソン・グレイによる草稿で、1880年にヴェロ・ショウの「Illustrated Book of The Dog」に記載、出版され、最終的に本犬種のスタンダードにおける特徴の決定と「スコティッシュ・テリア」という命名とに非常に大きな影響を与えた。このスタンダードでは本犬種の被毛は「グレイ、斑あるいはブリンドル」とされたため、1900年代までブラックは流行せず人気の色とはならなかった。
1881年には本犬種の最初の専門クラブである「スコティッシュ・テリア・クラブ・オブ・イングランド」が設立されており、現在のクラブ幹事であるH.J.ラドローはイギリス南部に本犬種を普及させることに注力している。「スコティッシュ・テリア・クラブ・オブ・スコットランド」はイングランドに遅れること7年の1888年まで設立されなかった。以来、イングランドとスコットランドの両クラブにより、本犬種の正しい公式スタンダードはどうあるべきなのかという議論が何年も続いた。1930年に、その特徴を後世に残すことが可能であると見なされた4頭の犬をもとにして、スタンダードが改正され、最終的にこの議論の決着をみた。その4頭の犬とは、ロバートとジェームズ・チャップマンのヘザー・ネセスティ、AG・カウリーが繁殖したアルボーン・バーティ、ウィジクが繁殖したアルボーン・アニー・ローリーとマークスマン・オブ・ドッケン（アニー・ローリーの弟犬）である。これら4頭の犬とその子孫はスコッティの外見、特に頭部の長さ、体高の低さ、体格がスクエア（四角）であることの改良に貢献することになる。その後のドッグショーでの成功が英国民とブリーダーによる関心を高めることになり、この改良されたスタンダードが本犬種における大変革となった。その後この新しいスタンダードは1930年ごろにイギリスのケネルクラブに認められた。
スコッティは1890年代初めにアメリカに紹介されたが、人気犬種となったのは第一次世界大戦と第二次世界大戦の間になってからである。1990年にアメリカでクラブが組織され、1925年にスタンダードが制定された。1934年にスコティッシュ・テリアはイギリスのケネルクラブで公認された。1936年までにはアメリカで3番目の人気犬種となり、その流行は長くは続かなかったとはいえ、現在でも世界中の飼育者に広く親しまれ安定した人気を保っている。

## 有名なスコティッシュ・テリア

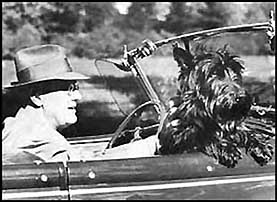
F・D・ルーズベルト合衆国大統領と愛犬ファラ

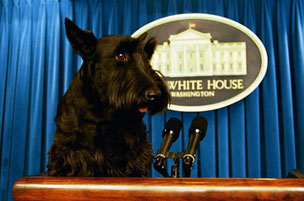
G・W・ブッシュ合衆国大統領の愛犬バーニー

スコッティは3度にわたってホワイトハウスに住んだことのある唯一の犬種である。フランクリン・ルーズベルト合衆国大統領が、従姉妹であるマーガレット・スタックリーから譲り受けたファラという名前のスコッティを飼っていたことで有名である。ルーズベルトはファラをとても可愛がり、どこに行くにも一緒だった。ルーズベルトはファラの前にも数頭のスコッティを飼育しており、そのなかにダフィー、別名ミスター・ダフィーという名前の犬がいた。
最近ではジョージ・W・ブッシュ合衆国大統領がバーニー(Barney)とミス・ビーズリー(Miss Beazley)という名前のスコッティを飼育している。
- スコッティを飼育していた有名人
  - 君主、政治家

ヴィクトリア英女王、合衆国大統領のセオドア・ルーズベルト、ロナルド・レーガン
  - 芸能人

ハンフリー・ボガート、ベティ・デイヴィス、ジュリー・アンドリュース、ライザ・ミネリ、ドロシー・ラムーア、シャーリー・テンプル
  - その他

E.B.ホワイト、エヴァ・ブラウン

- 架空のキャラクターなど
  - ディズニー映画の『101匹わんちゃん』に登場するダック
  - ディズニー映画の『わんわん物語』に登場するジョック
  - ボードゲームのモノポリーのトークン（プレイヤーのコマ）
  - スコッチ・ウイスキーのBlack & Whiteのボトルラベルイラスト（ホワイトの犬はウエスト・ハイランド・ホワイト・テリア）
  - ペットフードのチャムブランドのマスコットとしてパッケージやコマーシャルに登場
  - アメリカのファッション・ブランド、ジューシークチュール(en:Juicy Couture)のエンブレム
  - ペンシルベニア州ピッツバーグのカーネギーメロン大学公式マスコットのスコッティ[31]
  - ジョージア州ディケータのアグネス・スコット大学公式マスコットのジョージア